# Sizun
Sizun is een gemeente in het Franse departement Finistère, in de regio Bretagne. De plaats maakt deel uit van het arrondissement Morlaix. Sizun telde op 1 januari 2022 2.334 inwoners.

## Geografie
De oppervlakte van Sizun bedroeg op 1 januari 2022 58,14 vierkante kilometer; de bevolkingsdichtheid was toen 40,1 inwoners per km².

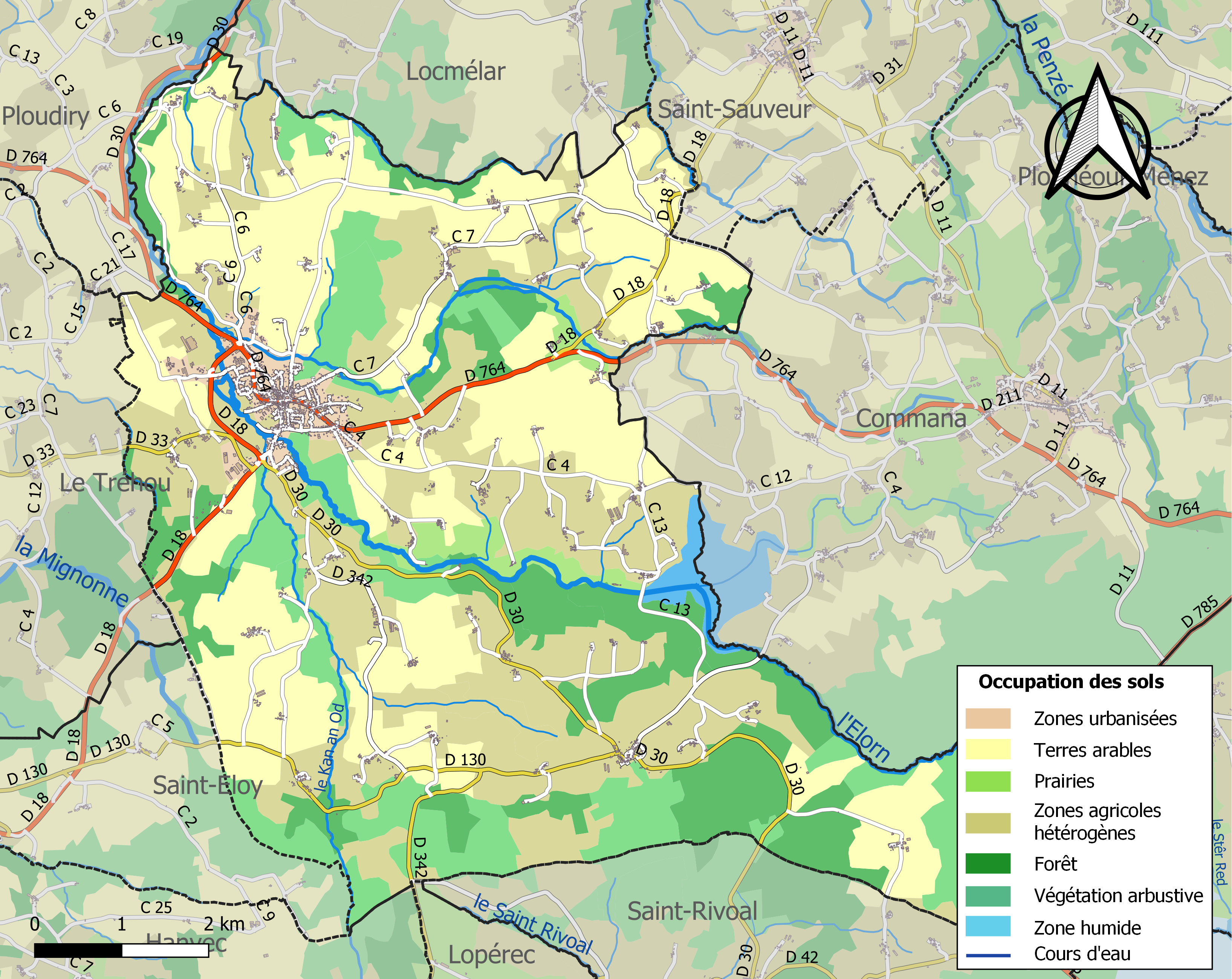
Kaart van de gemeente met belangrijkste infrastructuur, bodemgebruik en omliggende gemeenten

## Demografie
Onderstaande figuur toont het verloop van het inwonertal (bron: INSEE-tellingen).